# Psihocibernetică
Psihocibernetica este un domeniu de fuziune al psihologie și ciberneticii creat teoretic de medicul și savantul român Ștefan Odobleja și prezentat în două volume sub titlul original de Psychologie consonantiste, la editura Maloine (Paris, 1938 și 1939). 

## Lucrări publicate
- 1938: Psychologie consonantiste I, volumul I, editura Maloine, Paris
- 1939: Psychologie consonantiste II, volumul II, editura Maloine, Paris
- 1978: Psihologia consonantistă și cibernetica, București